# Ноел Кларк
Ноел Ентони Кларк (енгл. Noel Anthony Clarke; Лондон, 6. децембар 1975) је британски глумац. Кларк је најпознатији по улози Микија Смита у научно-фантастичној серији Доктор Ху.